# Каргопольская культура
Каргопольская культура — археологическая культура эпохи неолита, имеющая распространение на юго-западе Архангельской области и севере Вологодской области, в районе озёр Лача, Воже, Кенозеро и, отчасти, Белого озера. Относится к кругу культур ямочно-гребенчатой керамики.
Была выделена в 1947—1952 годах, когда М. Е. Фосс включила в неё все известные тогда памятники, вплоть до эпохи раннего металла. Теперь памятники неолита в Восточном Прионежье объединены в одну культуру, сохранившую название каргопольской по месту основных находок на территории Каргопольского района Архангельской области РСФСР, а памятники позднего неолита—энеолита выделены в особую группу, названную памятниками типа Модлона.

## Археологические памятники
Ареал каргопольской культуры имеет сравнительно четкие границы на севере до истока реки Онеги, на востоке и юго-востоке до верхнего течения реки Сухоны. На западе разграничение с карельской культурой довольно неопределенно. Общее число поселений, стоянок и могильников — около 90 (Кубенино, Андозеро 2, Андозеро 5, Сухое, Ольский Мыс, Яглобойская, Тихманга, Против Гостиного берега, Мыс Бревенный, Кубенино, Селище, Погостище, Караваевская, Верхнее Веретье, Устье Шолы-1 и др.).
Поселения каргопольской культуры расположены на повышенных участках берегов озёр и рек, в устьях рек, около озёрных лагун. Сейчас многие из них подтоплены, но во время их существования уровень воды ниже. Поселения постоянного типа удалены от озёрных открытых берегов, их площадь достигает иногда 3000 м², мощность культурного слоя — до 50—60 см. Временные стоянки имеют малую площадь, слабо насыщенный остатками и тонкий культурный слой, они расположены нередко на дюнных всхолмлениях у больших озёр. Возможно, это были промысловые стойбища.

## Культура
Древнейшие памятники каргопольской культуры относятся к концу мезолита и характеризуются грубыми кремнёвыми орудиями, костяными наконечниками стрел. В IV тысячелетии до н. э. появляется керамика с орнаментом из крупных ямок, постепенно сменяющаяся керамикой с ямочно-гребенчатым орнаментом. Кремнёвые орудия приобретают чисто неолитический облик, появляются кремнёвые фигурки животных, глиняные изображения человека. В конце II тысячелетия до н. э. среди керамики преобладает гладкая и сетчатая, кремень почти выходит из употребления.

### Керамика
Керамика каргопольской культуры сделана из грубого теста с примесью дресвы и песка, иногда содержит примесь слюды или мелкого кварца. Сосуды круглодонные, с прямыми стенками, венчик срезан прямо и оформлен гребенчатым штампом. В позднем периоде появились очень большие сосуды с массивным гранёным венчиком, также оформленным гребёнкой. Посуда разных размеров, от сосудов высотой 50-55 см и диаметром 40-45 см, до миниатюрных, диаметром 3-5 см. Крупные могли служить для хранения запасов, поскольку слишком велики для варки и не имеют внутри нагара. Преобладает посуда средних размеров, круглодонная, полусферической или слегка прикрытой формы. В основе орнаментации керамики горизонтальная зональность и небольшое число штампов — круглая ямка, оттиски гребёнки, римская единица и др. Обычно вся поверхность сосуда покрыта узором из глубоких круглых ямок в шахматном порядке, разделённых рядами косой гребёнки или прочерченными линиями, свободными зонами, где размещены розетки или фестоны из ямок. Эти узоры составляют около 90 % всей орнаментации.

### Инструменты
Каменные орудия сделаны из сланца, пёстрого валунного кремня, кварцита, изредка из кварца высокого качества. Техника обработки достигала высокого уровня, было освоено пиление, сверление, раскалывание и оббивка, ретуширование, шлифовка и полировка готовых изделий.
Среди орудий для обработки камня были найдены кварцевые пилы, ретушёры, шлифовальные плитки, наковальни, среди рубящих орудий — топоры (прямоугольные в плане и сечении, с узким обухом и овальным сечением, валикообразные, двулезвийные, с намеченными плечиками), кирки (в основном из кристаллической породы), тёсла, долота (прямоугольные, с вытянутым обухом, мелкие когтевидной формы или круммайсели, с поперечным желобком под лезвием), стамески. Все они сделаны из сланца, в исключительных случаях — из твёрдых пород. На стоянках каргопольской культуры долота-круммайсели появились примерно в одно время с редкими янтарными украшениями в III тысячелетии до н. э.
Орудия охоты представлены наконечниками стрел (листовидные, ромбические, с намеченным черешком), дротиков и копий из кремня с двусторонней обработкой всей поверхности.
Из орудий рыболовства найдены составные крючки из сланца, от которых чаще сохраняются стержни, а на поселении Сухое на реке Ковжа кроме стержней было найдено и остриё рыболовного крючка из сланца, что позволило реконструировать орудие — крючки делали из кости и кварца, причём для укрепления острия иногда протачивалась вертикальная канавка, как у экземпляра из белого кварца со стоянки Сухое. Жители стоянок должны были пользоваться заколами, сетями, ловушками, не сохранившимися на поселениях, но широко известными в лесном неолите.
Среди орудий хозяйственного назначения больше всего найдено скребков, а также ножи из тонких изогнутых отщепов с двусторонней ретушью, скобели, ложкари, проколки, долотовидные, комбинированные изделия на кремнёвых отщепах.
Костяной инвентарь беден, особенно в сравнении с мезолитическими стоянками культуры Веретье, существовавшими ранее на этой территории. Из кости в неолите делали примитивные по форме тупые наконечники, мелкие гарпуны, проколки и острия, рыболовные крючки и стержни к ним, редкие кинжалы и наконечники копий.

### Искусство
Украшения из кости, сланца и янтаря встречены на многих стоянках. Подвески круглой формы, плоские, с односторонним отверстием. Из янтарных поделок известны подвески, пуговицы (Против Гостиного Берега на правом берегу Модлоны), шайбы (Мыс Бревенный у западного берега озера Воже). Сланцевые кольца найдены на стоянках и в погребениях, в Андозере 2 на Андозере и в Караваевском могильнике на правом берегу Еломы, где кольцо найдено на груди погребённого. Об особом значении этих украшений говорят находки сломанных пополам колец, вновь просверлённых для дальнейшего использования. К этой же категории украшений относятся сланцевые диски с отверстием в центре и кольцо с двумя отверстиями из Караваевской стоянки. Аналогичные изделия известны в неолите Восточной Прибалтики, Финляндии и Карелии. Так, в могильнике Кыльяла на острове Сааремаа на груди погребённого лежало 7 сланцевых колец.
Кремнёвые фигурки найдены на стоянках или при случайных сборах. Несмотря на непластичность материала, они вполне динамичны, что отличает именно каргопольскую скульптуру. Изображения человека обычно даны в фас, только случайная находка со стоянки Ольский Мыс на восточном берегу озера Лача представляет изображение в профиль. Выдвинутыми вперёд ногами и козырьком надо лбом оно напоминает глиняных «идолов». Фигурки из глины, именуемые «идолами», найдены в Кубенино, Устье Кинемы, Илексе, Сухом. Их характеризует согнутая поза, неразделённые и выдвинутые вперёд ноги, отсутствие рук, проработка только верхней части лица, у некоторых защипами показан гребень на спине. Вероятно, традиция этих изображений уходит в более глубокую древность, к населению ямочно-гребенчатой керамики Русской равнины, поскольку на этих поселениях найдены отдельные подобные фигурки. Предполагается, что «идолы» являлись покровителями домашнего очага, поскольку они неоднократно встречены в жилищах.
Среди мелких кремнёвых фигурок представлены изображения птиц, зверей, рыб, есть рептилии, изредка хищники. Кремнёвую скульптуру часто связывают с волосовской культурой эпохи энеолита в лесной полосе. В Восточном Прионежье памятников этой культуры нет, а фигурки из кремня достаточно распространены в позднем неолите.
Рисунки на керамике известны только в Кубенино, где найдены обломки сосуда обычного типа, украшенного фризом из плывущих влево птиц, нанесённых гребенчатыми штампами разного размера. Графическая реконструкция сосуда опубликована В. И. Смирновым. Вероятно, были распространены рисунки в цвете, выполненные кусочками охры и других красителей. Специальные «мелки» красной и жёлтой охры найдены в Андозере 2, а на стоянке Сухое обнаружен заточенный чёрный «мелок». Кроме рисунков на дереве или кости, ими могли выполнять татуировку, ведущую начало из глубокой древности и имевшую магическое значение, как это показывают этнографические наблюдения.

## Человеческие останки
На территории каргопольской культуры известно несколько небольших могильников, в некоторых сохранились антропологические остатки, имеющие важное значение для изучения древнего населения лесной зоны. Первые погребения открыты в 1928 году на поселении Кубенино. В 1937 году был открыт Караваевский могильник, где затем вскрыли 38 погребений. Одно захоронение найдено в Верхнем Веретье на Кинеме, 8 погребений в могильнике Мыс Бревенный, 4 в Нефедьево (бассейн Кубенского озера), 3 на стоянке Сухое на Ковже. Коллективные захоронения выявлены на поселении Вёкса II в верховьях Сухоны. Погребения и могильники расположены обычно на окраинах стоянок, связаны с культурным слоем. Их глубина и ориентация различны, встречается засыпка красной охрой (Кубенино, Караваевский), но она не обязательна. Характерной особенностью погребального обряда является обычай прикрывать умершего камнями. Камни помещались на голову, поясницу или ноги. Умерших хоронили в вытянутом положении на спине, животе (Кубенино, Караваевский), иногда на боку (Мыс Бревенный). Обычно никаких сооружений над могилой не было. Исключение составляет погребение женщины из Караваевского могильника, где над могилой был сделан небольшой очаг из камней, около которого нашли угли и разрозненные кости медведя, лося и бобра. Вещи в погребениях встречаются редко. Если установлено, что они связаны с погребением, это оказываются подвески из сланца или янтаря, а также из зубов животных.

## Хронология каргопольской культуры
Хронология каргопольской культуры недостаточно разработана. Сложение каргопольской культуры происходило в начале IV тысячелетию до н. э. К этому же времени относятся поселения карельской культуры (восточный вариант), во многих отношениях близкие ранним каргопольским стоянкам. Для поселения Сухое (II горизонт) получена дата 4940 ±110 лет, что соответствует началу III тысячелетия до н. э. и относится к среднему периоду каргопольской культуры. В развитии каргопольской культуры намечаются три хронологических периода. Ранний (первая половина IV тыс. до н. э.), к которому относятся нижние слои поселений, затопленные или уходящие под торфяные отложения (Васькин Бор I и Васькин Бор II на озере Азатское, Против Гостиного Берега, нижний слой Караваевской стоянки, могильник Кубенино). Средний период (вторая половина IV — начало III тыс. до н. э.) время существования большинства поселений, высокого уровня в обработке камня и производстве керамики, расцвета искусства. К этому периоду относятся Андозеро 2, Андозеро 5 (верхний слой), Кубенино, Сухое, Тихманга на реке Тихманьга и др. Для позднего периода (III тыс. до н. э.) характерно большое разнообразие в орнаментации керамики, появление новых узоров, в том числе ромбо-ямочного. В отдельных случаях усложняется форма посуды, в Сухом найден профилированный сосуд с выступом на плечиках и ромбическим узором. В каменном инвентаре наблюдается ухудшение техники обработки, распространяются мелкие сланцевые орудия и наконечники с расширенным основанием и черешком, исчезают древние формы. В это время ощущается влияние культуры населения, оставившего памятники типа Модлона, а до этого — населения гребенчато-ямочной керамики.

## Палеогенетика
У образца KAR001 (6457-6258 лет до н. э.) с могильника Караваиха 1 определена митохондриальная гаплогруппа T2.
У образца NEO556 (ок. 5080 лет до н. э.) с могильника Караваиха определена митохондриальная гаплогруппа U4a1. У образца NEO555 (6327 лет до н. э.) определена митохондриальная гаплогруппа T2a1b1, у образца NEO557 (5962 лет до н. э.) — митохондриальная гаплогруппа U4, у образцов NEO559 (6318 лет до н. э.), NEO560 — митохондриальная гаплогруппа U5a1 (5955 лет до н. э.) и Y-хромосомная гаплогруппа R1b-Y13202. У образца NEO558 определена Y-хромосомная гаплогруппа R1a.